# HMS Jervis Bay (F40)

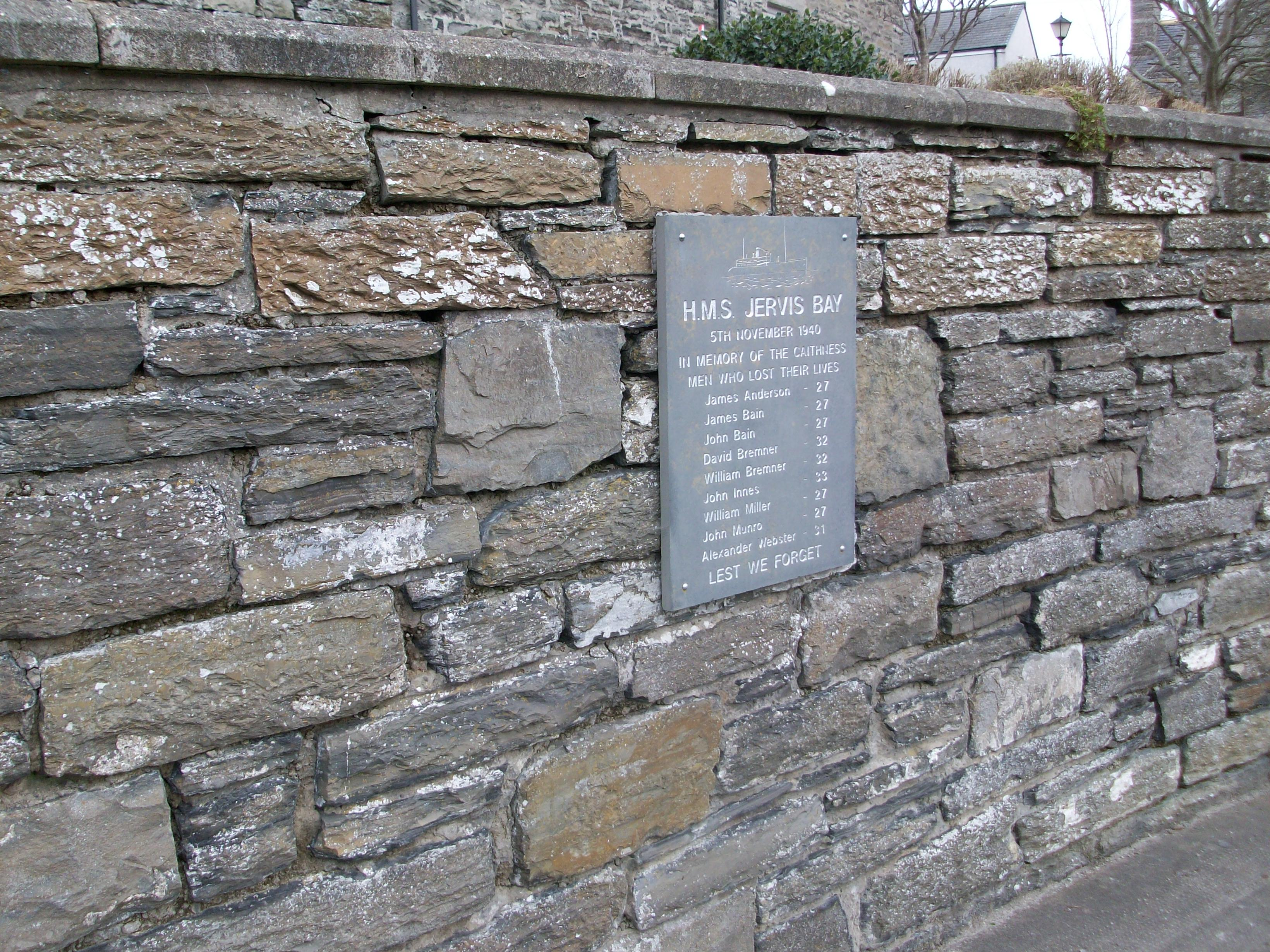

«Джервис-Бэй» (HMS Jervis Bay) — британский океанский лайнер, с началом Второй мировой войны переоборудованный во вспомогательный крейсер. 5 ноября 1940 года при сопровождении атлантического конвоя HX-84 принял неравный бой с германским тяжёлым крейсером «Адмирал Шеер» и был потоплен. Благодаря решительным действиям «Джервис-Бэя» конвой успел рассеяться, и 32 из 37 транспортов спаслись.

## История
Корабль был пассажирским лайнером компании Aberdeen & Commonwealth Line. Название происходит от залива Джервис-Бэй в Австралии. В 1939 году, посое начала Второй мировой войны, был реквизирован Королевским военно-морским флотом, спешно вооружен устаревшими 6-дюймовыми орудиями образца 1895 и назначен в охранение атлантических конвоев.

## Последний бой
Корабль был назначен в охранение конвоя HX-84, следовавшего из порта Галифакс (Канада) в Англию. Другой охраны конвой не имел.
5 ноября 1940 в точке 50°30′ с. ш. 32°00′ з. д. на расстоянии 755 морских миль к юго-востоку от Рейкьявика конвой был обнаружен и атакован германским рейдером, тяжелым крейсером «Адмирал Шеер». Капитан «Джервис-Бэя», Эдвард Фиген (англ. Edward Fegen) приказал конвою рассеяться и вступил в бой с рейдером. Несмотря на явное превосходство немецкого крейсера, бой продолжался 22 минуты до потопления «Джервис-Бэя».
После этого «Адмиралу Шееру» удалось потопить еще пять транспортов, но остальные суда конвоя успели уйти. 65 выживших моряков с «Джервис-Бэя» были подобраны шведским судном Stureholm.

## Память
Капитан Фиген был посмертно награждён высшим военным орденом Великобритании — Крестом Виктории «За доблесть, проявленную в безнадежных обстоятельствах». В память о погибших моряках «Джервис-Бэя» установлены памятники и мемориальные доски.